# Circonscription de Bradfield
Pour les articles homonymes, voir Bradfield.
La circonscription de Bradfield est une circonscription électorale australienne en Nouvelle-Galles du Sud. Elle a été créée en 1949 et porte le nom de John Bradfield, le concepteur du pont du port de Sydney. Elle est située au nord de Sydney et inclut les banlieues de Chatswood, Killara, St Ives et Wahroonga.
C'est l'un des sièges les plus sûrs dans le pays pour le Parti libéral. Le premier député de Bradfield a été Billy Hughes, ancien Premier Ministre d'Australie et dernier membre siégeant au premier Parlement fédéral. Son avant-dernier député est le Dr Brendan Nelson, un ancien dirigeant du Parti libéral.

## Députés
| Nom            | Parti   | Période de mandat |
| -------------- | ------- | ----------------- |
| Billy Hughes   | Libéral | 1949–1952         |
| Henry Turner   | Libéral | 1952–1974         |
| David Connolly | Libéral | 1974–1996         |
| Brendan Nelson | Libéral | 1996–2009         |
| Paul Fletcher  | Libéral | depuis 2009       |